# Some Kind of Monster (EP)
Some Kind of Monster é um EP da banda americana Metallica. Foi lançado em 2004.

## Faixas
| N.º            | Título                        | Compositor(es)                     | Duração |  |
| 1.             | "Some Kind of Monster"        | Hetfield, Ulrich, Hammett, Rock    | 8:27    |  |
| 2.             | "The Four Horsemen (Live)"    | Hetfield, Ulrich, Mustaine         | 5:21    |  |
| 3.             | "Damage Inc. (Live)"          | Hetfield, Ulrich, Burton, Hammett  | 5:00    |  |
| 4.             | "Leper Messiah (Live)"        | Hetfield, Ulrich                   | 5:56    |  |
| 5.             | "Motorbreath (Live)"          | Hetfield                           | 3:20    |  |
| 6.             | "Ride the Lightning (Live)"   | Hetfield, Ulrich, Burton, Mustaine | 6:41    |  |
| 7.             | "Hit the Lights (Live)"       | Hetfield, Ulrich                   | 4:14    |  |
| 8.             | "Some Kind of Monster (Edit)" | Hetfield, Ulrich, Hammett, Rock    | 4:16    |  |
| Duração total: | Duração total:                | Duração total:                     | 45:47   |  |

- As faixas 2-7 foram gravadas ao vivo no dia 11 de Junho de 2003 em Paris, França.